# Pezoporikos Omilos Larnakas
Il Pezoporikos Club Larnaca, in greco Πεζοπορικός Όμιλος Λάρνακας (Pezoporikos Omilos Larnakas), acronimo ΠΟΛ, era una società polisportiva cipriota con sede a Larnaca. Comprendeva le sezioni calcio, pallacanestro e pallavolo.

## Storia
Fondata nel 1927, la squadra di calcio ha conquistato 2 Campionati ciprioti e 1 Coppa di Cipro, partecipando a 8 edizioni delle coppe europee, di cui 1 Coppa dei Campioni.
La società ha chiuso la propria attività nel 1994, fondendosi con l'EPA Larnaca e formando la nuova società AEK Larnaca.

## Statistiche

### Partecipazioni alle coppe europee
| Stagione | Torneo             | Turno         | Nazione                   | Club               | Andata    | Ritorno | Totale |
| -------- | ------------------ | ------------- | ------------------------- | ------------------ | --------- | ------- | ------ |
| 1970-71  | Coppa delle Coppe  | Sedicesimi    | Galles (bandiera)         | Cardiff City       | 0-8       | 0-0     | 0-8    |
| 1972-73  | Coppa delle Coppe  | Sedicesimi    | Irlanda (bandiera)        | Cork Hibernians FC | 1-2       | 1-4     | 2-6    |
| 1973-74  | Coppa delle Coppe  | Sedicesimi    | Svezia (bandiera)         | Malmö FF           | 0-0       | 0-11    | 0-11   |
| 1974-75  | Coppa UEFA         | Trentaduesimi | Cecoslovacchia (bandiera) | FK Dukla Praha     | abbandono |         |        |
| 1978-79  | Coppa UEFA         | Trentaduesimi | Polonia (bandiera)        | Śląsk Wrocław      | 2-2       | 1-5     | 3-7    |
| 1980-81  | Coppa UEFA         | Trentaduesimi | Germania Ovest (bandiera) | VfB Stuttgart      | 0-6       | 1-4     | 1-10   |
| 1982-83  | Coppa UEFA         | Trentaduesimi | Svizzera (bandiera)       | FC Zürich          | 2-2       | 0-1     | 2-3    |
| 1988-89  | Coppa dei Campioni | 1º turno      | Svezia (bandiera)         | IFK Göteborg       | 1-2       | 1-5     | 2-7    |

## Altre sezioni
Negli altri sport sono da segnalarsi i successi nella pallacanestro (4 campionati ciprioti e 5 Coppe di Cipro) e nella pallavolo femminile (1 Coppa di Cipro).

## Palmarès

### Calcio

#### Competizioni nazionali
- Campionato cipriota: 2

1953-1954, 1987-1988
- Coppa di Cipro: 1

1969-1970

### Altri piazzamenti
- Campionato cipriota:

Secondo posto: 1952-1953, 1954-1955, 1956-1957, 1957-1958, 1969-1970, 1973-1974, 1981-1982
Terzo posto: 1939-1940, 1945-1946, 1946-1947, 1948-1949, 1960-1961, 1961-1962, 1967-1968, 1968-1969, 1972-1973, 1976-1977, 1977-1978, 1979-1980, 1980-1981, 1983-1984, 1989-1990
- Coppa di Cipro:

Finalista: 1939-1940, 1951-1952, 1953-1954, 1954-1955, 1971-1972, 1972-1973, 1983-1984
Semifinalista: 1944-1945, 1945-1946, 1949-1950, 1966-1967, 1967-1968, 1975-1976, 1976-1977, 1980-1981, 1990-1991
- Supercoppa di Cipro:

Finalista: 1954, 1988

### Pallacanestro
- Campionato cipriota: 4

1973, 1991, 1992, 1994
- Coppa di Cipro: 5

1969, 1970, 1971, 1972, 1992

### Pallavolo
- Coppe di Cipro (femminile): 1

1979